# Marienburger Straße 43 (Köln)
Das Gebäude Marienburger Straße 43 (inkl. Eugen-Langen-Straße 10) ist eine Villa im Kölner Stadtteil Marienburg, die 1925/26 errichtet wurde und zur Villenkolonie Köln-Marienburg gehört. Sie ist Teil einer aus zwei Einheiten bestehenden Villengruppe und steht als Baudenkmal unter Denkmalschutz.

## Geschichte
Die Villa entstand ebenso wie das baulich verbundene Nachbarhaus (Eugen-Langen-Straße 12) als Direktorenvilla der Rhenania-Kunheim Verein. Chem. Fabriken AG nach einem Entwurf des Architekturbüros Schreiterer & Below (Emil Schreiterer, Bernhard Below). Das heutige Haus Eugen-Langen-Straße 10 diente als Wirtschaftsflügel der Villa. 1934 wurde sie zu einem Mehrfamilienhaus umgebaut, die Planung hierfür übernahm der in Marienburg intensiv wirkende Architekt Paul Pott.
Spätestens 1952 richteten die Vereinigten Mexikanischen Staaten in der Villa, die sich nun im Besitz der Stadt Köln befand, ihre Botschaft in der Bundesrepublik Deutschland am Regierungssitz Bonn ein. Sie beheimatete sowohl die Kanzlei als auch die Residenz der Botschaft, den Wohnsitz des Botschafters. 1974 erwarb Mexiko die Immobilie von der Stadt. Die Botschaftskanzlei einschließlich der Konsularabteilung war hier noch bis zu ihrer Verlegung nach Bonn um den Jahreswechsel 1978/79 im früheren Wirtschaftsflügel der Villa (Eugen-Langen-Straße 10) ansässig. Anschließend diente sie weiter als Residenz der Botschaft und war zeitweise auch wieder Sitz der Konsularabteilung. Im Zuge der Verlegung des Regierungssitzes zog die Botschaft 1999 nach Berlin um. 2000/01 wurde das Gebäude nach dem erfolgten Verkauf in Privatbesitz mit dem Ziel einer Wohnnutzung umgebaut.
Die Eintragung des Hauses in die Denkmalliste der Stadt Köln erfolgte am 9. Dezember 1986.

## Architektur
Die Villa ist zweigeschossig und verfügt über einen eingeschossigen, ursprünglichen Wirtschaftsflügel inkl. Garagen (Eugen-Langen-Straße 10), der übereck die Verbindung zu der  benachbarten Villa Eugen-Langen-Straße 12 schafft. Das herrschaftliche Erscheinungsbild des Gebäudes, auch von der Stuttgarter Schule beeinflusst, wird durch eine der niederrheinischen Bautradition entlehnte Backsteinfassade mit Werksteingliederung sowie sehr steile schiefergedeckte Walmdächer geprägt. An der Straßenfront besteht ein seitlicher, kubischer Vorbau, der den Hauseingang mit einer segmentbogenförmigen Türverdachung aufnimmt und über eine Terrasse im Obergeschoss betretbar ist.
Als zentraler Innenraum dient eine umfangreiche Diele, die mit Decken- und Randstuck ausgestattet ist und von einem säulengerahmten Kamin dominiert wird. Im Gegensatz zum Nachbarhaus ist das Innere der Villa Marienburger Straße 43, ausgenommen der weitgehend umgestaltete ehemalige Wirtschaftstrakt, im ursprünglichen Zustand erhalten (Stand: 1996).

„Die (…) Anlage zeigt in der Anwendung des Materials Backstein und den noch zu erkennenden traditionellen Haustypen die für dieses Architekturbüro charakteristische Intention, regionale Strömungen der Vergangenheit in die Gegenwart umzusetzen und neu zu interpretieren. Zu beachten ist auch, welche Funktion den sehr steilen Dächern zukommt, die als sehr massive, aber ruhige Bauteile die gesamte Gruppe plastisch verbinden.“